# Tarefa (gerenciamento de projetos)
Em gerenciamento de projetos, uma tarefa é uma atividade que precisa ser realizada dentro de um período de tempo definido ou por um prazo. Uma tarefa pode ser dividida em atribuições que também devem ter uma data de início e fim definidas ou um prazo para a conclusão. Uma ou mais atribuições em uma tarefa coloca a tarefa em execução. A conclusão de todas as atribuições de uma tarefa específica, normalmente torna a tarefa concluída. As tarefas podem estar ligadas para criar dependências.
Na maioria dos projetos, as tarefas podem sofrer um dos dois grandes inconvenientes:
- Dependência de tarefa: o que é normal, uma vez que a maioria das tarefas dependem de outras para serem realizadas. No entanto, isso pode levar à estagnação de um projeto em que muitas tarefas não podem começar a menos que outras estejam concluídas.
- Entendimento obscuro do termo completo: por exemplo, se uma tarefa está 90% completa, isso significa que vai demorar apenas 1/9 do tempo já gasto com essa tarefa para terminá-la? Apesar deste pensamento estar matematicamente correta, raramente este é o caso quando se trata na prática.[1]